# Мечеть имени Зайнуллы Расулева
Мечеть имени Зайнуллы Расулева (Третья соборная мечеть Троицка) — каменная мечеть в городе Троицке Челябинской области.
Построена на средства купца Гайсы Яушева в 1863-1864 годах. Имамами были отец и сыновья Рахманкуловы. Также нередко проводил пятничную проповедь имам V-й мечети Зайнулла Расулев. В 1930-1944 годах использовалась не по назначению (татарский клуб и театр). В 1943 году был разобран минарет. В 1944 году здание было возвращено верующим. К началу 1980-х году здание находилось в аварийном состоянии. С 1988 года начаты работы по реставрации, которые не были завершены. В 2002 году работы были возобновлены, однако минарет пока не восстановлен. С 2008 года носит имя Зайнуллы Расулева.
Используется ММРО «Махалля-мечеть № 91». Находится по адресу ул. Октябрьская, 122. Памятник архитектуры, находящийся под муниципальной охраной (с 1992).